# The Real Action Heroes
The Real Action Heroes is een korte stop-motion film van Mark Wallaard, Tim Treurniet en Ziggy Deutz uit 2007.

## Het verhaal
In de vroege ochtend valt het Amerikaanse leger met grof geschut een dorpje in het Midden-Oosten binnen. Onder leiding van drie generaals vechten ze zich een weg naar het centrum met als doel het dorp te bevrijden van terrorisme en de democratie te herstellen. Het verzet is groter dan verwacht en men moet het met grote verliezen betalen, ook komt langzaam de echte aard van de aanval naar boven.

## Cast
- De 3 generaals en de president - Rob van Campenhout
- Soldaten - Amaru

## Crew
- Regie - Mark Wallaard
- Scenario - Ziggy Deutz, Tim Treurniet en Mark Wallaard
- Cinematografie - Tim Treurniet
- Muziek - Jonathan Franklin
- Montage - Matthijs Treurniet
- Animatie - Tim van Paassen, Ziggy Deutz, Tim Treurniet, Ritchie Soerodiwongso en Marvin de Jong
- Geluid - Martijn Snoeren, Erik Griekspoor en Hans Wessels
- Productie - Mark Wallaard, Margot Paak
- Productie coördinatie - Simone van den Broek

## Achtergrond
The Real Action Heroes is een satire op de strijd tegen terrorisme. Het project begon in 2004 als een studentenfilm en groeide in de loop der jaren uit tot een volwaardige korte film die zijn première zal beleven op het IFFR 2008. De low-budget productie is een combinatie van verschillende animatietechnieken. De hoofdtechniek is stop-motion. Dit wordt gecombineerd met computeranimatie en matte paintings. De film is geproduceerd in samenwerking met LLiNK en het Pekoenja Fonds.